# 아메리칸 파이 7: 사랑의 금서
《아메리칸 파이 7: 사랑의 금서》(영어: American Pie Presents: The Book of Love)는 2009년 개봉한 미국의 섹스 코미디 DVD 영화로, 아메리칸 파이 시리즈 파생 작품이다.

## 출연진
- 버그 홀
- 브랜던 하디스티
- 케빈 M. 호턴
- 베스 베어스
- 멜러니 퍼팰리아
- 제니퍼 홀랜드
- 존 패트릭 조던
- 루이자 리턴
- 유진 레비
- 셔먼 헴슬리
- 커티스 암스트롱
- 짐 위노스키
- 로재나 아켓
- 신디 버즈비
- 니코 매쿈
- 케빈 페덜라인
- 더스틴 다이아몬드
- C. 토머스 하월
- 크리스토퍼 나이트
- 팀 매서슨
- 스티브 레일즈백
- 로버트 로매너스
- 브렛 마이클스
- 캐린 코너벌

## 기타 제작진
- 라인 제작: 사이먼 애벗
- 배역: 스튜어트 에이킨스, 숀 코시, 잰 글레이저
- 미술: 토니 더베니
- 의상: 신시아 앤 서머스
- 세트: 제니퍼 콤통